# Rio Granitnaya
O rio Hubutu ou rio Granitnaya (em russo:  Гранитная, formerly Ушагоу Ushagou, chinês tradicional: 瑚布圖河, chinês simplificado: 瑚布图河, pinyin: Húbùtú Hé, literalmente "rio Hubutu") está localizado na fronteira entre a Rússia (Província (Krai) de Primorsky (sul do litoral leste)) e a República Popular da China (Província de Heilongjiang (nordeste)).
É afluente do rio Suifen (Razdolnaya).